# Lakat Jenő
Lakat Jenő (Badacsonytomaj, 1936. február 4. – Dorog, 2009. május 2.) a Dorogi Bányász labdarúgója, a Dorogi FC Örökös Tagja, közéleti személyiség.

## Pályafutása
1957 és 1966 között egy teljes évtizeden át volt a Dorogi Bányász védőjátékosa. 189 mérkőzésen szerepelt, 4 gólt szerzett. Tagja volt a Dorogi Aranycsapatnak, amellyel Brüsszelben nemzetközi Húsvét Kupa-győztes, Olaszországban a Rappan Kupa 2. helyezettje és a Vidék Legjobbja. Többszörös utánpótlás válogatott és szerepelt az olimpiai válogatottban is. 1966 decemberében bejelentette, hogy befejezi dorogi pályafutását. Ezután még egy évet az NB II-es Sárisápi Bányászban szerepelt.
Általános gépipari technikumot végzett, dolgozott Esztergomban a Sportárutermelő Vállalatnál és a Dorogi Szénbányáknál. Nyugdíjba vonulása után aktív közéleti személyiség volt. Hosszú időn át a Dorogi Nyugdíjas Egyesület elnöke volt, lakóhelyén, a dorogi Schmidt Sándor-lakótelepen pedig a lakóközösség vezetője volt. 1994 és 1998 között Dorog város önkormányzati képviselője, valamint tagja az Oktatás, Sport és Külkapcsolatok bizottságának. 2009. májusában váratlanul hunyt el.